# Fine Art (Kneecap-Album)
Fine Art (englisch Schöne Kunst) ist das erste Studioalbum des nordirischen Hip-Hop-Trios Kneecap, das am 14. Juni 2024 bei Heavenly Recordings erschien.

## Entstehung
Aufgenommen wurde das Album in den Tonstudios Bell Brothers in London und The Clinic in Dublin. Produziert und gemischt wurde Fine Art vom Engländer Toddla T (bürgerlich: Tom Bell). Die drei Musiker hatten zuvor viele Lieder ohne Produzenten geschrieben. Als klar war, dass sie mit Toddla T arbeiten würden, entstand innerhalb von drei Wochen rund 80 Prozent des auf dem Album zu hörenden Materials. Mo Chara bezeichnete es als nett, mit einem nicht aus Irland stammenden Produzenten zu arbeiten. Insgesamt dauerten die Aufnahmen nur zwei Wochen. Für das Titellied brauchte man nur drei Stunden. Als Gastmusiker treten die Sängerin Radie Peat von der Band Lankum, Sänger Grian Chatten und Schlagzeuger Tom Coll von der Band Fontaines D.C., der ehemalige Bassist der Arctic Monkeys Andy Nicholson, die Sängerin Nino, der Rapper Jelani Blackman, der Schriftsteller Manchán Magan, der Keyboarder Adrian McLeod und der Flötist Steven Loughrin auf. Toddla Ts Ehefrau Annie Mac ist während der Interludien als Erzählerin zu hören. Die Texte sind sowohl in englischer als auch in irischer Sprache verfasst. Musikvideos wurden für die Lieder Better Way to Live, Sick in the Head und Love Making veröffentlicht.
Fine Art ist ein Konzeptalbum, welches 18 Titel enthält, von denen sechs Interludien sind. Diese spielen im The Rutz, einem fiktiven Pub im Westen Belfasts und folgen der Bandgeschichte sowie den Klängen, Charakteren und Emotionen von einer typischen Nacht in der Stadt. Jeder ist im Pub willkommen, solange er sich nicht wie ein Trottel verhält. Laut Móglaí Bap wäre für die Band der Pub das Epizentrum des Spaßes und der Ort, an dem sie die meiste Zeit verbringen. Außerdem wäre der Pub der Ort, an dem man Leute aus allen Schichten finden würde. Der Titel des Albums bezieht sich auf die Antwort der Band auf den Medienrummel, den Kneecap nach der Enthüllung eines Wandgemäldes ausgelöst hatten. Das Gemälde zeigt einen brennenden Jeep der nordirischen Polizei. Das Lied Parful enthält Samples aus dem Dokumentarfilm Dancing on Narrow Ground von Desmond Bell, in dem es darum ging, wie katholische und protestantische Jugendliche während des Nordirlandkonflikten gemeinsame Raves feierten.

## Titelliste
| 1. 3CAG (feat. Radie Peat) – 3:08 2. Fine Art – 2:19 3. Interlude: Making Headlines – 0:27 4. I bhFiacha Linne – 3:07 5. Interlude: Never Gets a Round – 0:24 6. I’m Flush – 2:56 7. Interlude: State of Ya – 0:13 8. Better Way to Live (feat. Grian Chatten) – 2:56 9. Sick in the Head – 2:32 | 1. Love Making (feat. Nino) – 2:27 2. Interlude: Amhrán na Scanán – 0:24 3. Drug Dealin Pagans – 2:33 4. Interlude: Kneepcap Chaps – 0:37 5. Harrow Road (feat. Jelani Blackman) – 3:45 6. Parful – 3:19 7. Rhino Ket – 3:07 8. Interlude: Last Orders – 0:15 9. Way Too Much – 3:17 |

## Rezensionen
Andrew Trendell vom New Musical Express schrieb, dass die Band „die irische Sprache mit einem hedonistischen, aber mutigen Debüt am Leben erhalten“. Trendell vergab fünf von fünf Punkten. Lisa Wright vom Onlinemagazin DIY beschrieb Fine Art als „total einzigartig, total engagiert und total spannend“, wofür sie ebenfalls fünf von fünf Punkten vergab. Paul Simpson von Allmusic bezeichnete Fine Art als einen großen Schritt nach vorne für die bereits einzigartige Band, die endlich ihr Versprechen einlösen mit einem kühnen und relevanten Statement. Simpson vergab sieben von zehn Punkten.

## Chartplatzierungen
| ChartsChartplatzierungen     | Höchstplatzierung | Wochen |
| ---------------------------- | ----------------- | ------ |
| Irland (IRMA)                | 2 (6 Wo.)         | 6      |
| Vereinigtes Königreich (OCC) | 43 (1 Wo.)        | 1      |